# 梨果竹
梨果竹（学名：Melocanna baccifera），又名梨竹，为禾本科梨果竹属下的一个种。

## 扩展阅读
- 維基物種上的相關：梨果竹
- 维基共享资源上的相關多媒體資源：梨果竹